# طواف نيوشبلاد للسيدات 2021
طواف نيوشبلاد للنساء 2021 (بالفرنسية: Circuit Het Nieuwsblad féminin 2021)‏ هو سباق دراجات هوائية، وهو الموسم رقم 16 من السباق، وأقيم في 27 فبراير 2021، وامتدّ لمسافة 124.4 كيلومتر، وهو أحد سباقات سباق الدراجات على الطريق للسيدات 2021، وقد شارك في السباق 144 متسابقاً ووصل إلى نهايته 111 متسابقاً.
فاز فيه بالمركز الأول أنا فان دير بريغين، وبالمركز الثاني إيما نورسجارد يورجنسن، وبالمركز الثالث ايمي بيترز.

## الفرق
| فرق سيدات عالمية (9)- ألي بي تي سي ليوبليانا 2021 ‏ - Liv AlUla Jayco ‏ - كانيون إس آر إيه إم راسينغ 2021 ‏ - فريق سنويب للسيدات 2021 ‏ - FDJ–Suez ‏ - ليف ريسينغ 2021 ‏ - موفيستار للسيدات 2021 ‏ - إس دي وركس 2021 ‏ - Lidl–Trek (women's team) ‏ فرق دراجات قارية سيدات (14)- اركيا للسيدات 2021 ‏ - بنجوال شوفالمير 2021 ‏ - Ceratizit Pro Cycling ‏ - دولتشيني فان إيك بروكسيموس 2021 ‏ - دروبز-لي كول 2021 ‏ - كووب-هايتك برودكتس 2021 ‏ - جامبو فيسما للسيدات 2021 ‏ - لوتو سودال للسيدات 2021 ‏ - مولتم أكاونتس 2021 ‏ - إن إكس تي جي ريسينغ 2021 ‏ - باركهوتل فالكنبورغ 2021 ‏ - روبل كليننينج-شامبين 2021 ‏ - EF Education–Tibco–SVB ‏ - فالكار سيلانس 2021 ‏ فريق نادي الدراجات- دبليو سي سي تيم 2021 ‏ |  |
| |  |

## المشاركون
| موفيستار للسيدات ‏ MOV | موفيستار للسيدات ‏ MOV  | موفيستار للسيدات ‏ MOV |
| --------------------- | ---------------------- | --------------------- |
| م                     | عداء                   | مرتبة                 |
| 1                     | أنيميك فان فليوتن      | 21                    |
| 2                     | أود بيانيك             | 108                   |
| 3                     | Jelena Erić (cyclist) ‏ | 31                    |
| 4                     | Emma Norsgaard (طريق)  | 2                     |
| 5                     | باربرا جوارشي          | 109                   |
| 6                     | ليا توماس              | 86                    |

| ليف ريسينغ ‏ LIV | ليف ريسينغ ‏ LIV   | ليف ريسينغ ‏ LIV |
| --------------- | ----------------- | --------------- |
| م               | عداء              | مرتبة           |
| 11              | لوت كوبيكي (طريق) | 4               |
| 12              | صوفيا بيرتيزولو   | 22              |
| 13              | Valerie Demey ‏    | 53              |
| 14              | Evy Kuijpers ‏     | 94              |
| 15              | Jeanne Korevaar ‏  | 27              |
| 16              | ثريا بالادين      | 16              |

| يو أي أيه تيم ‏ ALE | يو أي أيه تيم ‏ ALE              | يو أي أيه تيم ‏ ALE |
| ------------------ | ------------------------------- | ------------------ |
| م                  | عداء                            | مرتبة              |
| 21                 | مارتا باستيانيلي                | 6                  |
| 22                 | Maaike Boogaard ‏                | 50                 |
| 23                 | يوجينة بوجاك                    | 51                 |
| 24                 | مارغريتا فيكتوريا غارسيا (طريق) | 105                |
| 25                 | مارلين رويسر                    | 14                 |
| 26                 | Laura Tomasi ‏                   | 57                 |

| كانيون–إس آر إيه إم ‏ CSR | كانيون–إس آر إيه إم ‏ CSR | كانيون–إس آر إيه إم ‏ CSR |
| ------------------------ | ------------------------ | ------------------------ |
| م                        | عداء                     | مرتبة                    |
| 31                       | ألينا أمياليوسيك         | 106                      |
| 32                       | هانا بارنز               | 5                        |
| 33                       | Elise Chabbey ‏ (طريق)    | 24                       |
| 34                       | ليزا كلاين               | 70                       |
| 35                       | كاتارزينا نيفيادوما      | 18                       |
| 36                       | الكسيس ريان              | 102                      |

| FDJ–Suez ‏ FDJ | FDJ–Suez ‏ FDJ       | FDJ–Suez ‏ FDJ  |
| ------------- | ------------------- | -------------- |
| م             | عداء                | مرتبة          |
| 41            | سيسيلي أوتوب لودفيغ | 17             |
| 42            | Stine Borgli ‏       | 58             |
| 43            | مارتا كافالي        | 9              |
| 44            | برودي شابمان        | لم يكمل السباق |
| 45            | أوجيني دوفال        | 97             |
| 46            | إميليا فهلين        | 23             |

| Liv AlUla Jayco ‏ BEX | Liv AlUla Jayco ‏ BEX | Liv AlUla Jayco ‏ BEX |
| -------------------- | -------------------- | -------------------- |
| م                    | عداء                 | مرتبة                |
| 51                   | جيسيكا ألين          | لم يكمل السباق       |
| 52                   | غريس براون           | 8                    |
| 53                   | Teniel Campbell ‏     | 91                   |
| 54                   | Arianna Fidanza ‏     | 89                   |
| 55                   | سارة روي (طريق)      | 95                   |
| 56                   | أماندا سبرات         | 15                   |

| فريق سنويب للسيدات ‏ DSM | فريق سنويب للسيدات ‏ DSM | فريق سنويب للسيدات ‏ DSM |
| ----------------------- | ----------------------- | ----------------------- |
| م                       | عداء                    | مرتبة                   |
| 61                      | سوزان أندرسن            | 78                      |
| 62                      | فايفر جورجي             | 68                      |
| 63                      | جولييت لابوس            | 29                      |
| 64                      | ليان ليبرت              | 35                      |
| 65                      | فلورتجي ماكايج          | 72                      |
| 66                      | لورينا ويبيس            | 42                      |

| إس دي وركس ‏ SDW | إس دي وركس ‏ SDW             | إس دي وركس ‏ SDW |
| --------------- | --------------------------- | --------------- |
| م               | عداء                        | مرتبة           |
| 71              | جولين ديهور                 | 28              |
| 72              | كريستين ماجروس (طريق)       | 26              |
| 73              | ديمي فوليرينغ               | 13              |
| 74              | ايمي بيترز                  | 3               |
| 75              | أنا فان دير بريغين (طريق)   | 1               |
| 76              | Chantal van den Broek-Blaak | 11              |

| Lidl–Trek (women's team) ‏ TFS | Lidl–Trek (women's team) ‏ TFS | Lidl–Trek (women's team) ‏ TFS |
| ----------------------------- | ----------------------------- | ----------------------------- |
| م                             | عداء                          | مرتبة                         |
| 81                            | Lizzie Deignan                | 111                           |
| 82                            | Audrey Cordon-Ragot (طريق)    | 25                            |
| 83                            | كلو هوسكينغ                   | 104                           |
| 84                            | إليسا ونغو بورغيني (طريق)     | 10                            |
| 85                            | Ellen van Dijk                | 33                            |
| 86                            | تريكسي ووراك                  | 110                           |

| بنجوال شوفالمير ‏ CCT | بنجوال شوفالمير ‏ CCT | بنجوال شوفالمير ‏ CCT |
| -------------------- | -------------------- | -------------------- |
| م                    | عداء                 | مرتبة                |
| 91                   | Nathalie Bex ‏        | 67                   |
| 92                   | ديمي دي جونغ ‏        | لم يكمل السباق       |
| 93                   | ثاليتا دي جونج       | 52                   |
| 94                   | Claudia Jongerius‏    | لم يكمل السباق       |
| 95                   | Demmy Druyts ‏        | لم يكمل السباق       |
| 96                   | ناتالي فان غوخ       | 69                   |

| دولتشيني فان إيك بروكسيموس ‏ DVE | دولتشيني فان إيك بروكسيموس ‏ DVE | دولتشيني فان إيك بروكسيموس ‏ DVE |
| ------------------------------- | ------------------------------- | ------------------------------- |
| م                               | عداء                            | مرتبة                           |
| 101                             | Marieke de Groot ‏               | لم يكمل السباق                  |
| 102                             | Christina Schweinberger ‏        | 88                              |
| 103                             | Kathrin Schweinberger ‏ (طريق)   | 39                              |
| 104                             | Nicole Steigenga ‏               | 60                              |
| 105                             | Fien van Eynde ‏                 | 61                              |
| 106                             | Bryony van Velzen ‏              | 48                              |

| لوتو بيليسول للسيدات ‏ LSL | لوتو بيليسول للسيدات ‏ LSL | لوتو بيليسول للسيدات ‏ LSL |
| ------------------------- | ------------------------- | ------------------------- |
| م                         | عداء                      | مرتبة                     |
| 111                       | Jesse Vandenbulcke ‏       | 64                        |
| 112                       | Lone Meertens ‏            | 73                        |
| 113                       | حنا نيلسون                | 74                        |
| 114                       | Anna Plichta ‏             | 100                       |
| 115                       | Abby-Mae Parkinson ‏       | 44                        |
| 116                       | Elise vander Sande‏        | لم يكمل السباق            |

| أوتوجلاس ويترين ‏ MUL | أوتوجلاس ويترين ‏ MUL | أوتوجلاس ويترين ‏ MUL |
| -------------------- | -------------------- | -------------------- |
| م                    | عداء                 | مرتبة                |
| 121                  | Marijke de Smedt‏     | 83                   |
| 122                  | Anna Badegruber ‏     | لم يكمل السباق       |
| 123                  | Fien Delbaere ‏       | لم يكمل السباق       |
| 124                  | آن صوفي دويك         | 75                   |
| 125                  | Céline van Houtum‏    | لم يكمل السباق       |
| 126                  | Kylie Waterreus ‏     | لم يكمل السباق       |

| اركيا للسيدات ‏ ARK | اركيا للسيدات ‏ ARK       | اركيا للسيدات ‏ ARK |
| ------------------ | ------------------------ | ------------------ |
| م                  | عداء                     | مرتبة              |
| 131                | Léa Curinier ‏            | لم يكمل السباق     |
| 132                | Lucie Jounier ‏           | 76                 |
| 133                | Typhaine Laurance ‏       | 63                 |
| 134                | Marie-Morgane Le Deunff ‏ | لم يكمل السباق     |
| 135                | Greta Richioud ‏          | 77                 |
| 136                | غلاديس فيرهلست ‏          | 59                 |

| دبليو سي سي تيم ‏ WCC | دبليو سي سي تيم ‏ WCC | دبليو سي سي تيم ‏ WCC |
| -------------------- | -------------------- | -------------------- |
| م                    | عداء                 | مرتبة                |
| 141                  | Antri Christoforou ‏  | لم يكمل السباق       |
| 142                  | Nicole Hanselmann ‏   | لم يكمل السباق       |
| 143                  | ماغورزاتا جاسيسكا    | 37                   |
| 144                  | Tereza Neumanová ‏    | لم يكمل السباق       |
| 145                  | Luciana Roland‏       | لم يكمل السباق       |
| 146                  | Alessia Vigilia ‏     | لم يكمل السباق       |

| Ceratizit Pro Cycling ‏ WNT | Ceratizit Pro Cycling ‏ WNT | Ceratizit Pro Cycling ‏ WNT |
| -------------------------- | -------------------------- | -------------------------- |
| م                          | عداء                       | مرتبة                      |
| 151                        | Elizabeth Banks            | 32                         |
| 152                        | ليزا برينور (طريق)         | 7                          |
| 153                        | ماريا جوليا كونفالونيري    | 56                         |
| 154                        | Marta Lach ‏ (طريق)         | 34                         |
| 155                        | Julie Norman Leth ‏         | 79                         |
| 156                        | Sarah Rijkes ‏              | 96                         |

| دروبز ‏ DRP | دروبز ‏ DRP               | دروبز ‏ DRP     |
| ---------- | ------------------------ | -------------- |
| م          | عداء                     | مرتبة          |
| 161        | Elizabeth Bennett‏        | 71             |
| 162        | ماريا مارتينز            | 41             |
| 163        | Sara Penton ‏             | 81             |
| 164        | Finja Smekal‏             | لم يكمل السباق |
| 165        | Maike van der Duin ‏      | 49             |
| 166        | Marjolein van 't Geloof ‏ | 40             |

| تيم كوب هايتك بوردكتس ‏ HPU | تيم كوب هايتك بوردكتس ‏ HPU | تيم كوب هايتك بوردكتس ‏ HPU |
| -------------------------- | -------------------------- | -------------------------- |
| م                          | عداء                       | مرتبة                      |
| 171                        | Caroline Andersson ‏        | 92                         |
| 172                        | Martine Gjøs ‏              | لم يكمل السباق             |
| 173                        | ميكي كروجر                 | 101                        |
| 174                        | Ann Helen Olsen‏            | لم يكمل السباق             |
| 175                        | Christa Riffel ‏            | لم يكمل السباق             |
| 176                        | Amalie Lutro ‏              | 65                         |

| جامبو فيسما للسيدات ‏ TJV | جامبو فيسما للسيدات ‏ TJV | جامبو فيسما للسيدات ‏ TJV |
| ------------------------ | ------------------------ | ------------------------ |
| م                        | عداء                     | مرتبة                    |
| 181                      | آنا هندرسون              | 20                       |
| 182                      | رومي كاسبر               | 93                       |
| 183                      | أنوسكا كوستر             | 45                       |
| 184                      | ريجان ماركوس             | 12                       |
| 185                      | بيرنيل ماثيسين           | 107                      |
| 186                      | Teuntje Beekhuis ‏        | 62                       |

| إن إكس تي جي ريسينغ ‏ NXG | إن إكس تي جي ريسينغ ‏ NXG | إن إكس تي جي ريسينغ ‏ NXG |
| ------------------------ | ------------------------ | ------------------------ |
| م                        | عداء                     | مرتبة                    |
| 191                      | Julia Borgström ‏         | لم يكمل السباق           |
| 192                      | Shari Bossuyt ‏           | 54                       |
| 193                      | Amelia Sharpe ‏           | 66                       |
| 194                      | Ilse Pluimers ‏           | لم يكمل السباق           |
| 195                      | Charlotte Kool ‏          | لم يكمل السباق           |
| 196                      | Catalina Soto ‏           | 46                       |

| باركهوتل فالكنبورغ ‏ PHV | باركهوتل فالكنبورغ ‏ PHV | باركهوتل فالكنبورغ ‏ PHV |
| ----------------------- | ----------------------- | ----------------------- |
| م                       | عداء                    | مرتبة                   |
| 201                     | Mischa Bredewold ‏       | 36                      |
| 202                     | Femke Gerritse ‏         | 99                      |
| 203                     | فيمكا ماركوس            | 43                      |
| 204                     | Nina Buijsman ‏          | 98                      |
| 205                     | Marit Raaijmakers ‏      | 55                      |
| 206                     | Amber van der Hulst ‏    | 38                      |

| روبل كليننينج ‏ RUP | روبل كليننينج ‏ RUP | روبل كليننينج ‏ RUP |
| ------------------ | ------------------ | ------------------ |
| م                  | عداء               | مرتبة              |
| 211                | Svenja Betz‏        | 85                 |
| 212                | Isabelle Beckers ‏  | لم يكمل السباق     |
| 213                | Antonia Gröndahl ‏  | لم يكمل السباق     |
| 214                | Mia Griffin ‏       | لم يكمل السباق     |
| 215                | Amber Lacompte‏     | لم يكمل السباق     |
| 216                | Sara Van de Vel ‏   | 82                 |

| EF Education–Tibco–SVB ‏ TIB | EF Education–Tibco–SVB ‏ TIB | EF Education–Tibco–SVB ‏ TIB |
| --------------------------- | --------------------------- | --------------------------- |
| م                           | عداء                        | مرتبة                       |
| 221                         | إيفا بورمان                 | 47                          |
| 222                         | ليا ديكسون ‏                 | 103                         |
| 223                         | Tanja Erath ‏                | 80                          |
| 224                         | كريستين فولكنر              | لم يكمل السباق              |
| 225                         | Diana Peñuela ‏              | لم يكمل السباق              |
| 226                         | Eri Yonamine ‏               | 30                          |

| فالكار سيلانس ‏ VAL | فالكار سيلانس ‏ VAL   | فالكار سيلانس ‏ VAL |
| ------------------ | -------------------- | ------------------ |
| م                  | عداء                 | مرتبة              |
| 231                | إليسا بالسامو        | 19                 |
| 232                | كيارا كونسوني        | 90                 |
| 233                | Vittoria Guazzini ‏   | 87                 |
| 234                | Silvia Persico ‏      | لم يكمل السباق     |
| 235                | Eleonora Gasparrini ‏ | لم يكمل السباق     |
| 236                | Ilaria Sanguineti ‏   | 84                 |

| موفيستار للسيدات ‏ MOV | موفيستار للسيدات ‏ MOV  | موفيستار للسيدات ‏ MOV |
| --------------------- | ---------------------- | --------------------- |
| م                     | عداء                   | مرتبة                 |
| 1                     | أنيميك فان فليوتن      | 21                    |
| 2                     | أود بيانيك             | 108                   |
| 3                     | Jelena Erić (cyclist) ‏ | 31                    |
| 4                     | Emma Norsgaard (طريق)  | 2                     |
| 5                     | باربرا جوارشي          | 109                   |
| 6                     | ليا توماس              | 86                    |

| ليف ريسينغ ‏ LIV | ليف ريسينغ ‏ LIV   | ليف ريسينغ ‏ LIV |
| --------------- | ----------------- | --------------- |
| م               | عداء              | مرتبة           |
| 11              | لوت كوبيكي (طريق) | 4               |
| 12              | صوفيا بيرتيزولو   | 22              |
| 13              | Valerie Demey ‏    | 53              |
| 14              | Evy Kuijpers ‏     | 94              |
| 15              | Jeanne Korevaar ‏  | 27              |
| 16              | ثريا بالادين      | 16              |

| يو أي أيه تيم ‏ ALE | يو أي أيه تيم ‏ ALE              | يو أي أيه تيم ‏ ALE |
| ------------------ | ------------------------------- | ------------------ |
| م                  | عداء                            | مرتبة              |
| 21                 | مارتا باستيانيلي                | 6                  |
| 22                 | Maaike Boogaard ‏                | 50                 |
| 23                 | يوجينة بوجاك                    | 51                 |
| 24                 | مارغريتا فيكتوريا غارسيا (طريق) | 105                |
| 25                 | مارلين رويسر                    | 14                 |
| 26                 | Laura Tomasi ‏                   | 57                 |

| كانيون–إس آر إيه إم ‏ CSR | كانيون–إس آر إيه إم ‏ CSR | كانيون–إس آر إيه إم ‏ CSR |
| ------------------------ | ------------------------ | ------------------------ |
| م                        | عداء                     | مرتبة                    |
| 31                       | ألينا أمياليوسيك         | 106                      |
| 32                       | هانا بارنز               | 5                        |
| 33                       | Elise Chabbey ‏ (طريق)    | 24                       |
| 34                       | ليزا كلاين               | 70                       |
| 35                       | كاتارزينا نيفيادوما      | 18                       |
| 36                       | الكسيس ريان              | 102                      |

| FDJ–Suez ‏ FDJ | FDJ–Suez ‏ FDJ       | FDJ–Suez ‏ FDJ  |
| ------------- | ------------------- | -------------- |
| م             | عداء                | مرتبة          |
| 41            | سيسيلي أوتوب لودفيغ | 17             |
| 42            | Stine Borgli ‏       | 58             |
| 43            | مارتا كافالي        | 9              |
| 44            | برودي شابمان        | لم يكمل السباق |
| 45            | أوجيني دوفال        | 97             |
| 46            | إميليا فهلين        | 23             |

| Liv AlUla Jayco ‏ BEX | Liv AlUla Jayco ‏ BEX | Liv AlUla Jayco ‏ BEX |
| -------------------- | -------------------- | -------------------- |
| م                    | عداء                 | مرتبة                |
| 51                   | جيسيكا ألين          | لم يكمل السباق       |
| 52                   | غريس براون           | 8                    |
| 53                   | Teniel Campbell ‏     | 91                   |
| 54                   | Arianna Fidanza ‏     | 89                   |
| 55                   | سارة روي (طريق)      | 95                   |
| 56                   | أماندا سبرات         | 15                   |

| فريق سنويب للسيدات ‏ DSM | فريق سنويب للسيدات ‏ DSM | فريق سنويب للسيدات ‏ DSM |
| ----------------------- | ----------------------- | ----------------------- |
| م                       | عداء                    | مرتبة                   |
| 61                      | سوزان أندرسن            | 78                      |
| 62                      | فايفر جورجي             | 68                      |
| 63                      | جولييت لابوس            | 29                      |
| 64                      | ليان ليبرت              | 35                      |
| 65                      | فلورتجي ماكايج          | 72                      |
| 66                      | لورينا ويبيس            | 42                      |

| إس دي وركس ‏ SDW | إس دي وركس ‏ SDW             | إس دي وركس ‏ SDW |
| --------------- | --------------------------- | --------------- |
| م               | عداء                        | مرتبة           |
| 71              | جولين ديهور                 | 28              |
| 72              | كريستين ماجروس (طريق)       | 26              |
| 73              | ديمي فوليرينغ               | 13              |
| 74              | ايمي بيترز                  | 3               |
| 75              | أنا فان دير بريغين (طريق)   | 1               |
| 76              | Chantal van den Broek-Blaak | 11              |

| Lidl–Trek (women's team) ‏ TFS | Lidl–Trek (women's team) ‏ TFS | Lidl–Trek (women's team) ‏ TFS |
| ----------------------------- | ----------------------------- | ----------------------------- |
| م                             | عداء                          | مرتبة                         |
| 81                            | Lizzie Deignan                | 111                           |
| 82                            | Audrey Cordon-Ragot (طريق)    | 25                            |
| 83                            | كلو هوسكينغ                   | 104                           |
| 84                            | إليسا ونغو بورغيني (طريق)     | 10                            |
| 85                            | Ellen van Dijk                | 33                            |
| 86                            | تريكسي ووراك                  | 110                           |

| بنجوال شوفالمير ‏ CCT | بنجوال شوفالمير ‏ CCT | بنجوال شوفالمير ‏ CCT |
| -------------------- | -------------------- | -------------------- |
| م                    | عداء                 | مرتبة                |
| 91                   | Nathalie Bex ‏        | 67                   |
| 92                   | ديمي دي جونغ ‏        | لم يكمل السباق       |
| 93                   | ثاليتا دي جونج       | 52                   |
| 94                   | Claudia Jongerius‏    | لم يكمل السباق       |
| 95                   | Demmy Druyts ‏        | لم يكمل السباق       |
| 96                   | ناتالي فان غوخ       | 69                   |

| دولتشيني فان إيك بروكسيموس ‏ DVE | دولتشيني فان إيك بروكسيموس ‏ DVE | دولتشيني فان إيك بروكسيموس ‏ DVE |
| ------------------------------- | ------------------------------- | ------------------------------- |
| م                               | عداء                            | مرتبة                           |
| 101                             | Marieke de Groot ‏               | لم يكمل السباق                  |
| 102                             | Christina Schweinberger ‏        | 88                              |
| 103                             | Kathrin Schweinberger ‏ (طريق)   | 39                              |
| 104                             | Nicole Steigenga ‏               | 60                              |
| 105                             | Fien van Eynde ‏                 | 61                              |
| 106                             | Bryony van Velzen ‏              | 48                              |

| لوتو بيليسول للسيدات ‏ LSL | لوتو بيليسول للسيدات ‏ LSL | لوتو بيليسول للسيدات ‏ LSL |
| ------------------------- | ------------------------- | ------------------------- |
| م                         | عداء                      | مرتبة                     |
| 111                       | Jesse Vandenbulcke ‏       | 64                        |
| 112                       | Lone Meertens ‏            | 73                        |
| 113                       | حنا نيلسون                | 74                        |
| 114                       | Anna Plichta ‏             | 100                       |
| 115                       | Abby-Mae Parkinson ‏       | 44                        |
| 116                       | Elise vander Sande‏        | لم يكمل السباق            |

| أوتوجلاس ويترين ‏ MUL | أوتوجلاس ويترين ‏ MUL | أوتوجلاس ويترين ‏ MUL |
| -------------------- | -------------------- | -------------------- |
| م                    | عداء                 | مرتبة                |
| 121                  | Marijke de Smedt‏     | 83                   |
| 122                  | Anna Badegruber ‏     | لم يكمل السباق       |
| 123                  | Fien Delbaere ‏       | لم يكمل السباق       |
| 124                  | آن صوفي دويك         | 75                   |
| 125                  | Céline van Houtum‏    | لم يكمل السباق       |
| 126                  | Kylie Waterreus ‏     | لم يكمل السباق       |

| اركيا للسيدات ‏ ARK | اركيا للسيدات ‏ ARK       | اركيا للسيدات ‏ ARK |
| ------------------ | ------------------------ | ------------------ |
| م                  | عداء                     | مرتبة              |
| 131                | Léa Curinier ‏            | لم يكمل السباق     |
| 132                | Lucie Jounier ‏           | 76                 |
| 133                | Typhaine Laurance ‏       | 63                 |
| 134                | Marie-Morgane Le Deunff ‏ | لم يكمل السباق     |
| 135                | Greta Richioud ‏          | 77                 |
| 136                | غلاديس فيرهلست ‏          | 59                 |

| دبليو سي سي تيم ‏ WCC | دبليو سي سي تيم ‏ WCC | دبليو سي سي تيم ‏ WCC |
| -------------------- | -------------------- | -------------------- |
| م                    | عداء                 | مرتبة                |
| 141                  | Antri Christoforou ‏  | لم يكمل السباق       |
| 142                  | Nicole Hanselmann ‏   | لم يكمل السباق       |
| 143                  | ماغورزاتا جاسيسكا    | 37                   |
| 144                  | Tereza Neumanová ‏    | لم يكمل السباق       |
| 145                  | Luciana Roland‏       | لم يكمل السباق       |
| 146                  | Alessia Vigilia ‏     | لم يكمل السباق       |

| Ceratizit Pro Cycling ‏ WNT | Ceratizit Pro Cycling ‏ WNT | Ceratizit Pro Cycling ‏ WNT |
| -------------------------- | -------------------------- | -------------------------- |
| م                          | عداء                       | مرتبة                      |
| 151                        | Elizabeth Banks            | 32                         |
| 152                        | ليزا برينور (طريق)         | 7                          |
| 153                        | ماريا جوليا كونفالونيري    | 56                         |
| 154                        | Marta Lach ‏ (طريق)         | 34                         |
| 155                        | Julie Norman Leth ‏         | 79                         |
| 156                        | Sarah Rijkes ‏              | 96                         |

| دروبز ‏ DRP | دروبز ‏ DRP               | دروبز ‏ DRP     |
| ---------- | ------------------------ | -------------- |
| م          | عداء                     | مرتبة          |
| 161        | Elizabeth Bennett‏        | 71             |
| 162        | ماريا مارتينز            | 41             |
| 163        | Sara Penton ‏             | 81             |
| 164        | Finja Smekal‏             | لم يكمل السباق |
| 165        | Maike van der Duin ‏      | 49             |
| 166        | Marjolein van 't Geloof ‏ | 40             |

| تيم كوب هايتك بوردكتس ‏ HPU | تيم كوب هايتك بوردكتس ‏ HPU | تيم كوب هايتك بوردكتس ‏ HPU |
| -------------------------- | -------------------------- | -------------------------- |
| م                          | عداء                       | مرتبة                      |
| 171                        | Caroline Andersson ‏        | 92                         |
| 172                        | Martine Gjøs ‏              | لم يكمل السباق             |
| 173                        | ميكي كروجر                 | 101                        |
| 174                        | Ann Helen Olsen‏            | لم يكمل السباق             |
| 175                        | Christa Riffel ‏            | لم يكمل السباق             |
| 176                        | Amalie Lutro ‏              | 65                         |

| جامبو فيسما للسيدات ‏ TJV | جامبو فيسما للسيدات ‏ TJV | جامبو فيسما للسيدات ‏ TJV |
| ------------------------ | ------------------------ | ------------------------ |
| م                        | عداء                     | مرتبة                    |
| 181                      | آنا هندرسون              | 20                       |
| 182                      | رومي كاسبر               | 93                       |
| 183                      | أنوسكا كوستر             | 45                       |
| 184                      | ريجان ماركوس             | 12                       |
| 185                      | بيرنيل ماثيسين           | 107                      |
| 186                      | Teuntje Beekhuis ‏        | 62                       |

| إن إكس تي جي ريسينغ ‏ NXG | إن إكس تي جي ريسينغ ‏ NXG | إن إكس تي جي ريسينغ ‏ NXG |
| ------------------------ | ------------------------ | ------------------------ |
| م                        | عداء                     | مرتبة                    |
| 191                      | Julia Borgström ‏         | لم يكمل السباق           |
| 192                      | Shari Bossuyt ‏           | 54                       |
| 193                      | Amelia Sharpe ‏           | 66                       |
| 194                      | Ilse Pluimers ‏           | لم يكمل السباق           |
| 195                      | Charlotte Kool ‏          | لم يكمل السباق           |
| 196                      | Catalina Soto ‏           | 46                       |

| باركهوتل فالكنبورغ ‏ PHV | باركهوتل فالكنبورغ ‏ PHV | باركهوتل فالكنبورغ ‏ PHV |
| ----------------------- | ----------------------- | ----------------------- |
| م                       | عداء                    | مرتبة                   |
| 201                     | Mischa Bredewold ‏       | 36                      |
| 202                     | Femke Gerritse ‏         | 99                      |
| 203                     | فيمكا ماركوس            | 43                      |
| 204                     | Nina Buijsman ‏          | 98                      |
| 205                     | Marit Raaijmakers ‏      | 55                      |
| 206                     | Amber van der Hulst ‏    | 38                      |

| روبل كليننينج ‏ RUP | روبل كليننينج ‏ RUP | روبل كليننينج ‏ RUP |
| ------------------ | ------------------ | ------------------ |
| م                  | عداء               | مرتبة              |
| 211                | Svenja Betz‏        | 85                 |
| 212                | Isabelle Beckers ‏  | لم يكمل السباق     |
| 213                | Antonia Gröndahl ‏  | لم يكمل السباق     |
| 214                | Mia Griffin ‏       | لم يكمل السباق     |
| 215                | Amber Lacompte‏     | لم يكمل السباق     |
| 216                | Sara Van de Vel ‏   | 82                 |

| EF Education–Tibco–SVB ‏ TIB | EF Education–Tibco–SVB ‏ TIB | EF Education–Tibco–SVB ‏ TIB |
| --------------------------- | --------------------------- | --------------------------- |
| م                           | عداء                        | مرتبة                       |
| 221                         | إيفا بورمان                 | 47                          |
| 222                         | ليا ديكسون ‏                 | 103                         |
| 223                         | Tanja Erath ‏                | 80                          |
| 224                         | كريستين فولكنر              | لم يكمل السباق              |
| 225                         | Diana Peñuela ‏              | لم يكمل السباق              |
| 226                         | Eri Yonamine ‏               | 30                          |

| فالكار سيلانس ‏ VAL | فالكار سيلانس ‏ VAL   | فالكار سيلانس ‏ VAL |
| ------------------ | -------------------- | ------------------ |
| م                  | عداء                 | مرتبة              |
| 231                | إليسا بالسامو        | 19                 |
| 232                | كيارا كونسوني        | 90                 |
| 233                | Vittoria Guazzini ‏   | 87                 |
| 234                | Silvia Persico ‏      | لم يكمل السباق     |
| 235                | Eleonora Gasparrini ‏ | لم يكمل السباق     |
| 236                | Ilaria Sanguineti ‏   | 84                 |

## التصنيف العام النهائي
| التصنيف العام                          | التصنيف العام         | التصنيف العام   | التصنيف العام                      | التصنيف العام     |
| العداء                                 | العداء                | البلد           | الفريق                             | الوقت             |
| -------------------------------------- | --------------------- | --------------- | ---------------------------------- | ----------------- |
| 1                                      | أنا فان دير بريغين    | هولندا          | SD Worx                            | 3 س 21 دقيقة 00 ث |
| 2                                      | إيما نورسجارد يورجنسن | الدنمارك        | Movistar Team                      | + 23 ث            |
| 3                                      | ايمي بيترز            | هولندا          | SD Worx                            | + 23 ث            |
| 4                                      | لوت كوبيكي            | بلجيكا          | Liv Racing                         | + 23 ث            |
| 5                                      | هانا بارنز            | المملكة المتحدة | Canyon-SRAM Racing                 | + 23 ث            |
| 6                                      | مارتا باستيانيلي      | إيطاليا         | Alé BTC Ljubljana                  | + 23 ث            |
| 7                                      | ليزا برينور           | ألمانيا         | Ceratizit-WNT                      | + 23 ث            |
| 8                                      | غريس براون            | أستراليا        | Team BikeExchange                  | + 23 ث            |
| 9                                      | مارتا كافالي          | إيطاليا         | FDJ-Nouvelle Aquitaine-Futuroscope | + 23 ث            |
| 10                                     | إليسا ونغو بورغيني    | إيطاليا         | Trek-Segafredo                     | + 26 ث            |
| مصدر: ProCyclingStats Cycling Quotient |                       |                 |                                    |                   |

## وصلات خارجية
- الموقع الرسمي
- لمحة عن سباق طواف نيوشبلاد للسيدات 2021 على موقع  ProCyclingStats   (برو  سايكلنج  ستاتس) - إحصاءات  محترفي  الدراجات.
- طواف نيوشبلاد للسيدات 2021 على موقع إحصائيات الدراجات الإحترافية (الإنجليزية)